# Walter Jon Williams
Pour les articles homonymes, voir Williams.
Œuvres principales
- Câblé
- Plasma
- Avaleur de mondes
- Aristoï
- La Peste du léopard vert

Walter Jon Williams, né le 15 octobre 1953 à Duluth dans le Minnesota, est un écrivain américain.

## Biographie
Walter Jon Williams étudie à l'université du Nouveau-Mexique. Il vit près d'Albuquerque.
À l'origine écrivain de romans maritimes, il s'est ensuite consacré à la science-fiction (voire au cyberpunk). Walter Jon Williams explore différents styles, de l'humour au roman historique en passant par le thriller.

## Œuvres

### SérieCâblé
- Câblé, Présence du futur no 437, 1987 ((en) Hardwired, 1986)
- Solip:Système, Denoël, 2004 ((en) Solip:System, 1989)in volume Cablé+
- Le Souffle du cyclone, Présence du futur no 478, 1988 ((en) Voice of the Whirlwind, 1987)
- (en) Angel Station, 1989

Une compilation des trois premiers romans est parue aux éditions Denoël sous le titre Câblé+ accompagnés de la nouvelle Perspective érogène

### SérieMajistral
1. Les Joyaux de la couronne, Rivages, 1998 ((en) Jewels of the crown, 1987)
2. (en) House of Shards, 1988
3. (en) Rock of Ages, 1995

### SériePlasma
1. Plasma, J'ai lu, 2000 ((en) Metropolitan, 1995)Sélectionné au Prix Nebula
2. La Guerre du plasma, J'ai lu, 2002 ((en) City on fire, 1997)Sélectionné aux prix Nebula et au Hugo

La série Plasma est conçue comme une trilogie que l'auteur n'a pas pu encore achever à cause de problèmes d'éditeur.

### UniversLa Chute de l'empire Shaa

#### SérieLa Chute de l'empire Shaa
1. Mélancolie des immortels, Flammarion, 2004 ((en) The Praxis, 2002)
2. (en) The Sundering, 2003
3. (en) Conventions of War, 2005
4. (en) The Accidental War, 2018
5. (en) Fleet Elements, 2020
6. (en) Imperium Restored, 2022

#### Roman indépendant
- (en) Impersonations, 2016

#### Recueil de nouvelles indépendant
- (en) Investments, 2008

### SériePrivateers and Gentlemen
1. (en) To Glory Arise, 1981Originellement The Privateer
2. (en) The Tern Schooner, 1981Originellement The Yankee
3. (en) Brig of War, 1981Originellement The Raider
4. (en) The Macedonian, 1981
5. (en) Cat Island, 1981

### UniversStar Wars

#### SérieLe Nouvel Ordre Jedi
1. La Voie du destin, Presses de la Cité, 2003 ((en) Destiny's Way, 2002)  (ISBN 2-258-05341-2)Réédition, Fleuve noir, coll. « Star Wars » no 61, 2004 (ISBN 2-265-06935-3)

### SérieWild Cards
1. Wild Cards, J'ai lu, coll. Nouveaux Millénaires, 2014 ((en) Wild Cards, 1987)Anthologie de nouvelles écrites avec Edward Bryant, Michael Cassutt, Leanne C. Harper, Stephen Leigh, David D. Levine, George R. R. Martin, Victor Milán, John J. Miller, Lewis Shiner, Melinda Snodgrass, Carrie Vaughn, Howard Waldrop et Roger Zelazny
2. Aces High, J'ai lu, coll. Nouveaux Millénaires, 2015 ((en) Aces High, 1987)Anthologie de nouvelles écrites avec Pat Cadigan, George R. R. Martin, Victor Milán, John J. Miller, Lewis Shiner, Walton Simons (en), Melinda Snodgrass et Roger Zelazny
3. Down and Dirty, J'ai lu, coll. Nouveaux Millénaires, 2016 ((en) Down and Dirty, 1988)Anthologie de nouvelles écrites avec Edward Bryant, Pat Cadigan, Arthur Byron Cover, Leanne C. Harper, Stephen Leigh, George R. R. Martin, John J. Miller, Melinda Snodgrass et Roger Zelazny
4. Ace in the Hole, J'ai lu, coll. « Nouveaux Millénaires », 2016 ((en) Ace in the Hole, 1990)Roman coécrit avec Stephen Leigh, Victor Milán, Walton Simons (en) et Melinda Snodgrass
5. Jokertown Shuffle, J'ai lu, coll. « Nouveaux Millénaires », 2020 ((en) Jokertown Shuffle, 1991)Anthologie de nouvelles écrites avec Stephen Leigh, Victor Milán, John J. Miller, Lewis Shiner, Walton Simons (en) et Melinda Snodgrass
6. (en) Dealer's Choice, 1992Roman coécrit avec Edward Bryant, Stephen Leigh, George R. R. Martin et John J. Miller
7. (en) Marked Cards, 1994Anthologie de nouvelles écrites avec Leanne C. Harper, Stephen Leigh, Victor Milán, Laura J. Mixon, Walton Simons (en), Melinda Snodgrass et Sage Walker (en)
8. (en) Lowball, 2014Anthologie de nouvelles écrites avec Michael Cassutt, David Anthony Durham, David D. Levine, Mary Anne Mohanraj, Melinda Snodgrass, Ian Tregillis et Carrie Vaughn
9. (en) Full House, 2022Anthologie de nouvelles écrites avec Daniel Abraham, Paul Cornell, Marko Kloos (en), Stephen Leigh, David D. Levine, Victor Milán, Melinda Snodgrass, Caroline Spector et Carrie Vaughn
10. (en) Sleeper Straddle, 2024Roman coécrit avec Max Gladstone, Stephen Leigh, Mary Anne Mohanraj, Cherie Priest, Christopher Rowe, Carrie Vaughn et William F. Wu

### SérieQuillifer
1. (en) Quillifer, 2017
2. (en) Quillifer the Knight, 2019
3. (en) Lord Quillifer, 2022

### Romans indépendants
- (en) Ambassador of Progress, 1984
- Le Coup du cavalier, L'Atalante, 2010 ((en) Knight Moves, 1985)Sélectionné au prix Philip K. Dick
- (en) Elegy for Angels and Dogs, 1990
- Sept jours pour expier, Denoël, coll. Présences, 1993 ((en) Days of Atonement, 1991)
- Aristoï, J'ai lu no 3869, 1995 ((en) Aristoï, 1992)
- (en) The Rift, 1999
- La Peste du léopard vert, Le Bélial', coll. « Une heure-lumière » no 47, 2023 ((en) The Green Leopard Plague, 2003), trad. Jean-Daniel Brèque, 128 p.  (ISBN 978-2-38163-096-0)Prix Nebula du meilleur roman court 2004
- Avaleur de mondes, L'Atalante, 2009 ((en) Implied Spaces, 2008)
- Ceci n'est pas un jeu, L'Atalante, 2010 ((en) This Is Not a Game, 2009)
- (en) Deep State, 2011
- (en) The Fourth Wall, 2012
- (en) The Boolean Gate, 2013

### Nouvelles
- Effets secondaires, 1985 ((en) Side Effects, 1985)Publiée dans la revue Fiction no 369 , OPTA
- Dinosaures, 2011 ((en) Dinosaurs, 1987)Publiée dans l'anthologie Futurs à gogos, Pocket, coll. « Science-fiction » - Sélectionnée au prix Hugo
- Le Témoin, 2014 ((en) Witness, 1987)Publiée dans l'anthologie Wild Cards, J'ai lu, coll. « Nouveaux Millénaires » - Sélectionnée au prix Nebula
- Jusqu'à la sixième génération, 2015 ((en) Unto the Sixth Generation, 1987)Publiée en quatre chapitres répartis dans l'ensemble de l'anthologie Aces High, J'ai lu, coll. « Nouveaux Millénaires »
- Mortalité, 2016 ((en) Mortality, 1988)Publiée dans l'anthologie Down and Dirty, J'ai lu, coll. « Nouveaux Millénaires »
- Émergence, 1989 ((en) Surfacing, 1988)Publiée dans l'anthologie Univers 1989, J'ai lu - Sélectionnée aux prix Hugo et Nebula
- Insignifiance, 1990 ((en) Flatline, 1988)Publiée dans l'anthologie Futurs sans escale, Pocket, coll. « Science-fiction »
- Perspective érogène, 2004 ((en) Eregenoscape, 1991)Publiée dans le recueil Cablé+, Denoël
- (en) Prayers on the Wind, 1991Sélectionnée au prix Nebula
- Tandis que les noirs agents de la nuit vers leurs proies se hérissent, 2020 ((en) While Night's Black Agents Their Preys Do Rouse, 1991)Publiée en deux chapitres répartis dans l'ensemble de l'anthologie Jokertown Shuffle, J'ai lu, coll. « Nouveaux Millénaires »
- Le Prométhée invalide, 2005 ((en) Wall, Stone, Craft, 1993)Publiée dans l'anthologie Les Continents perdus, Denoël - Sélectionnée aux prix Hugo et Nebula
- Elvis le Rouge, 2000 ((en) Red Elvis, 1994)Publiée dans l'anthologie Rock'n'roll altitude, Denoël, coll. « Présence du futur »
- Les Diables étrangers, 1999 ((en) Foreign Devils, 1996)Publiée dans l'anthologie Invasions 99, Le Bélial' - Prix Sidewise 1996
- Léthé ((en) Lethe, 1999)Publiée dans la revue Galaxies no 23 - Sélectionnée au prix Nebula
- (en) Daddy's World, 2000Prix Nebula de la meilleure nouvelle longue 2000
- (en) Argonautica, 2001Sélectionnée au prix Nebula
- (en) The Last Ride of German Freddie, 2002Sélectionnée au prix Sidewise
- Avec des fleurs, 2009 ((en) Send Them Flowers, 2007)Publiée dans l'anthologie N.S.O. - Le Nouveau Space Opera, Bragelonne
- Diamants téquila, 2018 ((en) Diamonds From Tequila, 2014)Publiée dans l'anthologie Vauriens, Pygmalion